# Antikonvulsiva
Antikonvulsiva är en samlande benämning på kramplösande läkemedel.

## Antikonvulsiva
- Apodorm
- Diazepam Desitin
- Heminevrin
- Serepax
- Stesolid